# Ceremonialne budowle ziemne kultury Hopewell
Ceremonialne budowle ziemne kultury Hopewell (ang. Hopewell Ceremonial Earthworks) – obiekt kulturowy znajdujący się w środkowo-zachodnich Stanach Zjednoczonych, w południowej i środkowej części stanu Ohio, wpisany w 2023 roku na listę światowego dziedzictwa UNESCO.
Obiekt obejmuje osiem komponentów, którymi są monumentalne konstrukcje ziemne rozciągające się na długości 150 km wzdłuż środkowych dopływów rzeki Ohio (Licking River, Scioto River i Little Miami River), wzniesione między 1 a 400 rokiem n.e., pełniące pierwotnie funkcje ceremonialne i będące przykładem tradycji oraz architektury krajobrazu rdzennej ludności Ameryki Północnej kultury Hopewell.

## Charakterystyka

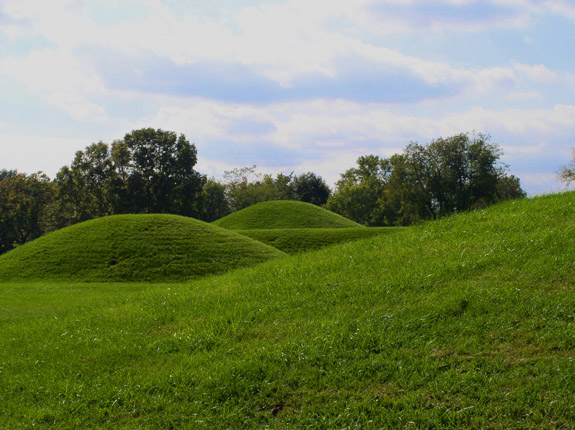
Mound City (2008)

Wpisane na listę światowego dziedzictwa UNESCO ceremonialne budowle ziemne kultury Hopewell znajdują się w południowej (hrabstwa Warren i Ross) oraz środkowej (hrabstwo Licking) części stanu Ohio i obejmują osiem części składowych (komponentów) o łącznej powierzchni 320,7 ha, które otoczone są strefami buforowymi o łącznej wielkości 561,8 ha. Kopce, wały, rowy oraz inne konstrukcje ziemne tworzące kompleks powstały między 1 a 400 rokiem n.e. i pełniły funkcje ceremonialne dla rdzennych ludów zamieszkujących wówczas ten teren. Były miejscami zgromadzeń, a często także pochówków. Na podstawie odkrytych pozostałości archeologicznych wyodrębniono kulturę Hopewell, której przedstawiciele żyli w małych, rozproszonych grupach w dolinach rzecznych oraz na wzgórzach i terasach polodowcowych dzisiejszego południowego i środkowego Ohio, zajmując się uprawą roli, łowiectwem i rybołówstwem.
Zaprojektowane i wzniesione przez nich budowle ceremonialne rozmieszczone są na rozległym obszarze i cechują się dużą skalą oraz złożonością. Wielkie ziemne okręgi, kwadraty i ośmiokąty wykonane zostały z precyzją formy, techniki i geometrii, a szczyty kopców wymodelowane zostały tak, by tworzyć płaskie, równe przestrzenie. Zamieszkująca ten teren społeczność posiadała wiedzę astronomiczną, stąd budowle w określonych dniach ustawione są zgodnie z kierunkami wschodów i zachodów Słońca i Księżyca.
W wyniku przeprowadzonych na poszczególnych stanowiskach badań archeologicznych odkryto pozostałości konstrukcji drewnianych i kamiennych związanych z zagospodarowaniem tych miejsc do celów ceremonialnych (w tym pogrzebowych), a także liczne przedmioty rytualne o wysokich walorach artystycznych, wykonane z materiałów pozyskiwanych z różnych, często oddalonych od siebie, miejsc w Ameryce Północnej.

### Części składowe wpisu

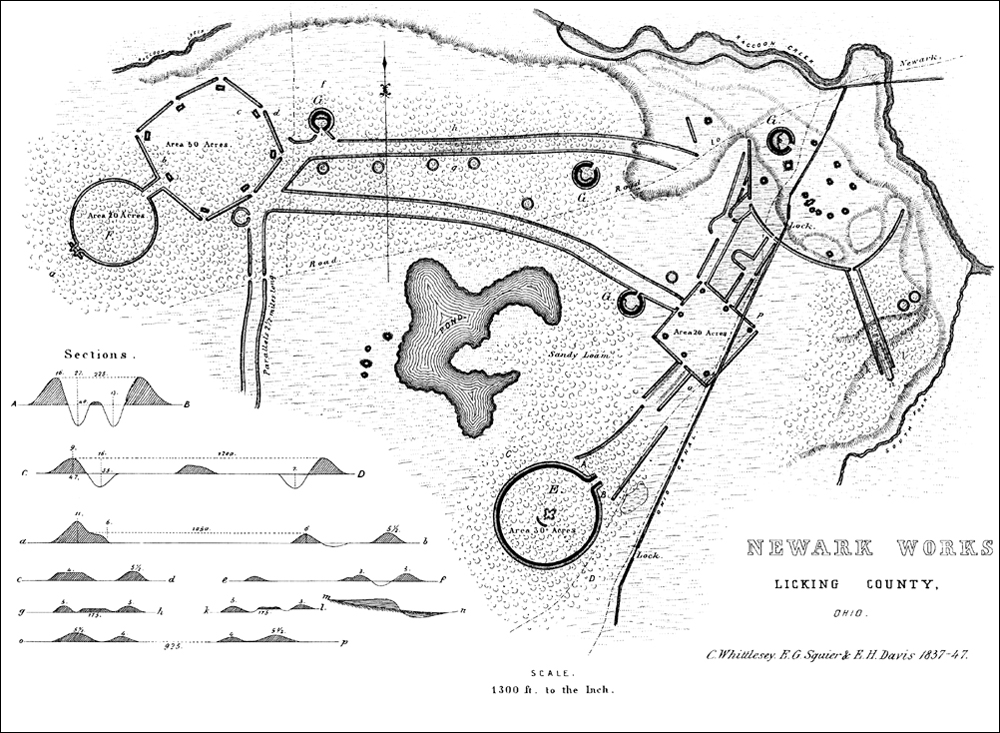
XIX-wieczny plan stanowisk w Newark Earthworks. Octagon Earthworks w lewym górnym rogu, Great Circle Earthworks u dołu, pośrodku

Ceremonialne budowle ziemne kultury Hopewell obejmują następujące części składowe:
| Nr identyfikacyjny | Nazwa                   | Hrabstwo | Współrzędne                                    | Obszar (w ha) | Strefa buforowa (w ha) |
| ------------------ | ----------------------- | -------- | ---------------------------------------------- | ------------- | ---------------------- |
| 1689-001           | Octagon Earthworks      | Licking  | 40°03′13,2″N 82°26′45,8″W/40,053658 -82,446061 | 43,2          | 30,3                   |
| 1689-002           | Great Circle Earthworks | Licking  | 40°02′28,4″N 82°25′48,4″W/40,041233 -82,430119 | 20,2          | 16,5                   |
| 1689-003           | Hopeton Earthworks      | Ross     | 39°23′05,2″N 82°58′45,0″W/39,384792 -82,979156 | 22,7          | 80,4                   |
| 1689-004           | Mound City              | Ross     | 39°22′35,4″N 83°00′14,4″W/39,376489 -83,003989 | 13,1          | 34,0                   |
| 1689-005           | High Bank Works         | Ross     | 39°17′54,8″N 82°55′06,6″W/39,298561 -82,918489 | 26,0          | 30,4                   |
| 1689-006           | Hopewell Mound Group    | Ross     | 39°21′39,5″N 83°05′36,1″W/39,360983 -83,093372 | 69,5          | 59,9                   |
| 1689-007           | Seip Earthworks         | Ross     | 39°14′14,9″N 83°13′11,4″W/39,237469 -83,219825 | 56,2          | 107,3                  |
| 1689-008           | Fort Ancient            | Warren   | 39°24′12,1″N 84°05′33,2″W/39,403361 -84,092550 | 69,8          | 203,0                  |
| Suma:              | Suma:                   | Suma:    | Suma:                                          | 320,7         | 561,8                  |

Hopeton Earthworks, Mound City, High Bank Works, Hopewell Mound Group oraz Seip Earthworks znajdują się na obszarze Historycznego Parku Narodowego Kultury Hopewell (ang. Hopewell Culture National Historical Park) z siedzibą w Chillicothe, utworzonego w 1923 roku jako Mound City Group National Monument. Z kolei Octagon Earthworks oraz Great Circle Earthworks tworzą kompleks o nazwie Newark Earthworks. Wszystkie obiekty wpisane na listę światowego dziedzictwa UNESCO pod wspólną nazwą Ceremonialne budowle ziemne kultury Hopewell zarówno figurują w National Register of Historic Places, jak również mają status National Historic Landmark.

## Galeria

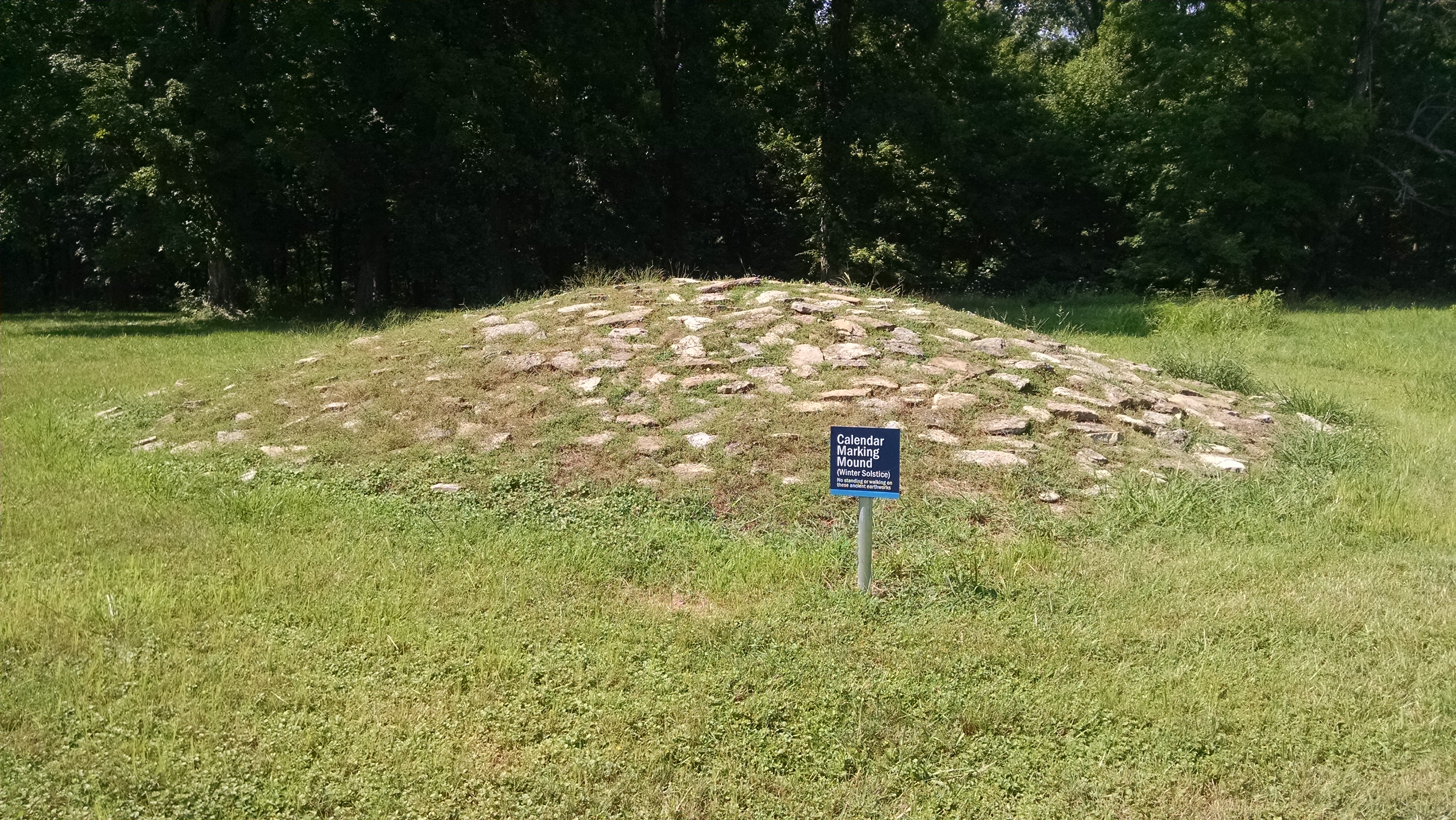
Kalendarz solarny z Fort Ancient (2018)
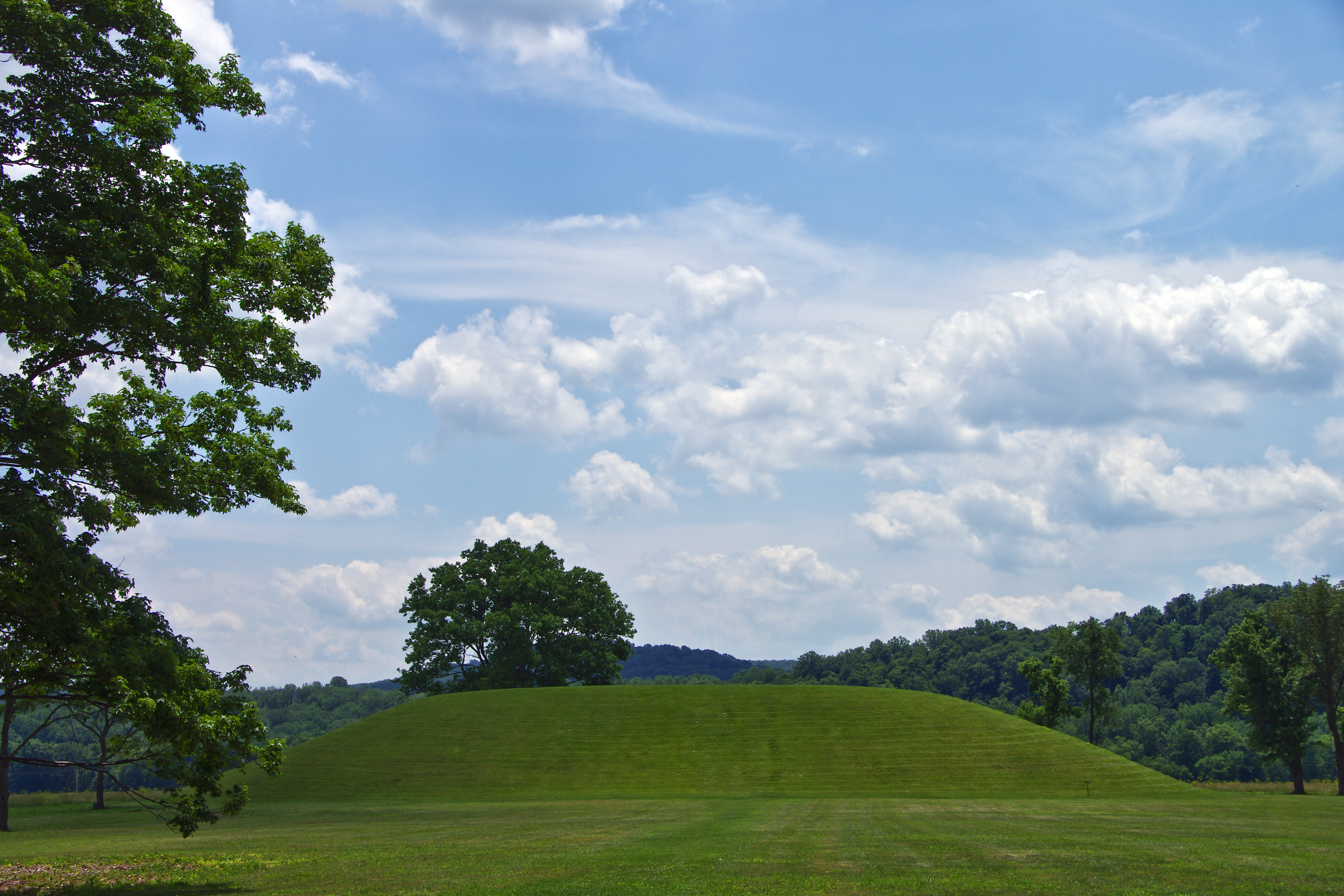
Seip Earthworks (2013)
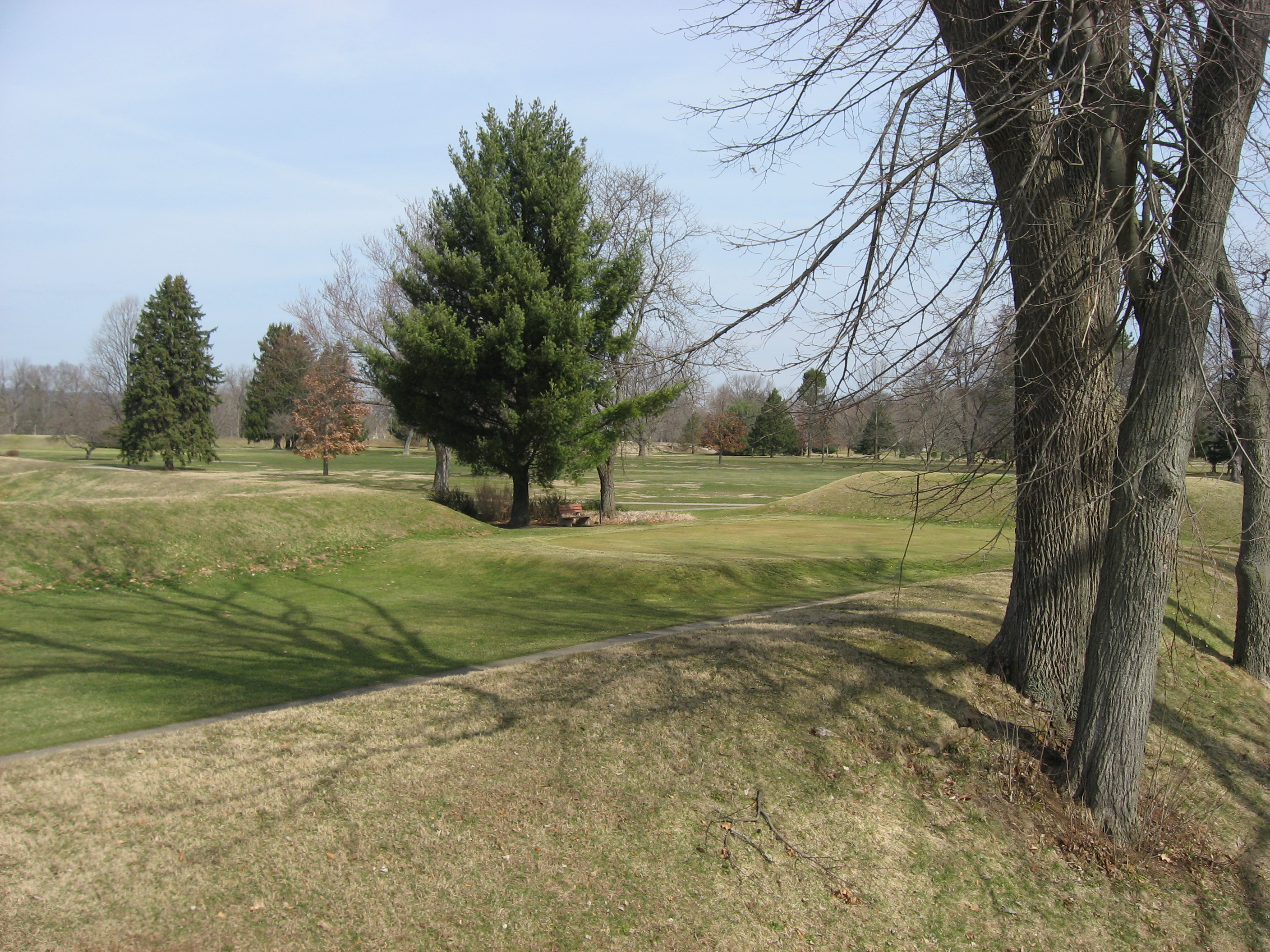
Octagon Earthworks (2011)
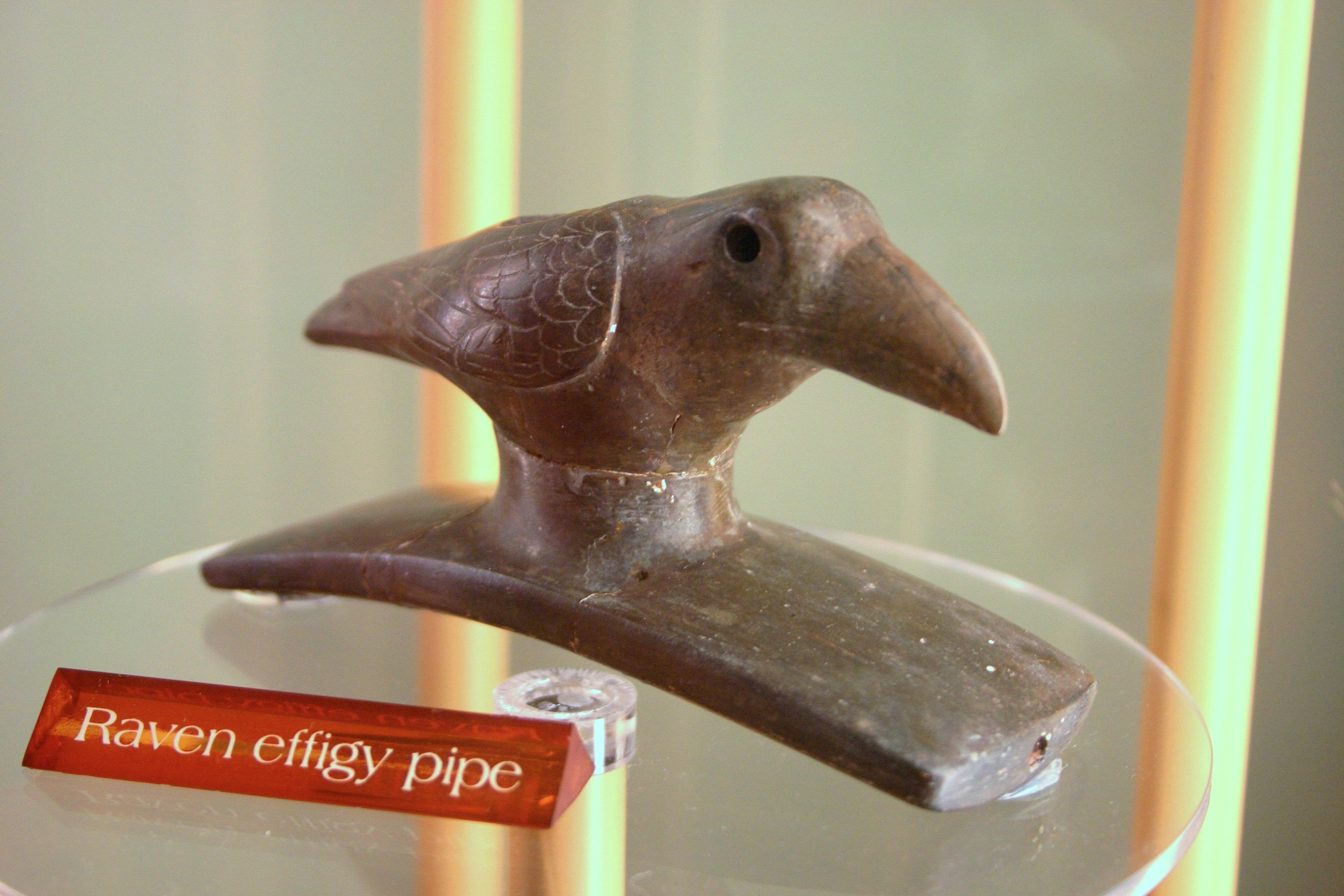
Fajka z wizerunkiem kruka odnaleziona w Mound City (2006)